# ビャチェスラフ・グラスコフ
ビャチェスラフ・グラスコフ（Vyacheslav Glazkov、1984年10月15日 - ）は、ウクライナのプロボクサー。プロモーターはメインイベント所属。北京オリンピックのスーパーヘビー級銅メダリスト。

## 来歴

### アマチュア時代
2005年11月、中国の綿陽で開催された世界ボクシング選手権にスーパーヘビー級(91kg超)で出場するが2回戦でオドラニエル・ソリスに敗退。
2006年5月、ブルガリアのプロヴディフで開催されたヨーロッパ選手権にスーパーヘビー級(91kg超)で出場するが2回戦でクブラト・プレフに敗退。
2007年11月、アメリカのシカゴで開催された世界ボクシング選手権にスーパーヘビー級(91kg超)で出場し、2回戦でオスカル・リバス、準決勝で張志磊に勝利するが、決勝でロベルト・カンマレーレに敗れ銀メダルを獲得した。
2008年8月、中国の北京で開催されたオリンピックにスーパーヘビー級(91kg超)で出場するが準決勝で張志磊に敗れ銅メダルを獲得した。

### プロ時代
2009年7月2日、ロシアでプロデビュー戦を4回判定で勝利。
2014年3月15日、ペンシルバニア州でトーマス・アダメクと対戦。12回3-0の判定勝利を収めた。
2015年3月14日、カナダのモントリオールのベル・センターにてセルゲイ・コバレフ対ジャン・パスカルの前座で、元IBF世界クルーザー級王者でIBF世界ヘビー級4位のスティーブ・カニンガムとUSBA全米ヘビー級王座決定戦並びにIBF世界ヘビー級王座挑戦者決定戦を行い、12回3-0（2者が116-112、115-113）の判定勝ちを収めUSBA全米王座獲得、WBA・IBF・WBO世界ヘビー級スーパー王者ウラジミール・クリチコへの指名挑戦権獲得に成功した。HBOデビュー戦になった。
2015年11月30日、IBFはタイソン・フューリーとの指名試合を発令した。しかしフューリーにはクリチコとの再戦を約束する契約があったためクリチコと再戦に向けて交渉を始めた。
2015年12月8日、IBFはフューリーがグラスコフとの指名試合に応じなかった為、フューリーからIBF世界ヘビー級王座を剥奪した。
2016年1月16日、バークレイズ・センターでデオンテイ・ワイルダー対アルツール・スピルカの前座で、タイソン・フューリーの王座剥奪により空位となったIBF世界ヘビー級王座決定戦でIBF世界ヘビー級3位のチャールズ・マーティンと対戦。試合は3回にグラスコフがパンチを放った際に右足を痛めて試合を放棄、あっけない幕切れとなったが3回TKOで破れ王座獲得に失敗した。グラスコフは52万4千ドル（6千万円）、マーティンは25万ドル（3千万円）のファイトマネーを受け取った。

## 獲得タイトル
- USBA全米ヘビー級王座

## 脚註
1. ↑  “13.World Championships Mianyang, China November 13-20, 2005”.   Amateur.Boxing.Strefa.pl. 2014年8月7日閲覧。
2. ↑  “36.European Championships - Plovdiv, Bulgaria - July 14-23 2006”.   Amateur.Boxing.Strefa.pl. 2014年8月12日閲覧。
3. ↑  “14.World Championships - Chicago, USA - October 23 - November 3 2007”.   Amateur.Boxing.Strefa.pl. 2014年8月7日閲覧。
4. ↑  “29.Olympic Games - Beijing, China - August 9-24 2008”.   Amateur.Boxing.Strefa.pl. 2014年8月7日閲覧。
5. ↑  “Glazkov defeats Cunningham to earn clash with Klitschko”.   FightNews.com (2015年3月15日). 2015年3月15日閲覧。
6. ↑  統一王者コバレフ、パスカルに8回TKO勝ち Boxing News（ボクシングニュース） 2015年3月15日
7. ↑  IBFがヒューリーに指名戦を指令、王座の行方は？ Boxing News（ボクシングニュース） 2015年12月2日
8. ↑  “Vyacheslav Glazkov opts for shot at IBF belt over Deontay Wilder bout”.   ESPN.com (2015年12月3日). 2015年12月17日閲覧。
9. ↑  ヒューリー王座はく奪、IBFヘビー級は決定戦へ Boxing News（ボクシングニュース） 2015年12月9日
10. ↑  Tyson Fury Stripped of IBF Title WBA公式サイト 2015年12月8日
11. ↑  “ヘビー級新王者フューリー、早くもIBF王座はく奪 英報道”.   AFPBB News (2015年12月9日). 2015年12月17日閲覧。
12. ↑  “Charles Martin stops Vyacheslav Glazkov, wins vacant heavyweight title”.   ESPN.com (2016年1月16日). 2016年1月18日閲覧。
13. ↑  “Purses: Wilder $1.5M, Szpilka $250K; Glazkov $524K, Martin $250K”.   Boxing.News.24 (2016年1月16日). 2016年1月18日閲覧。